# Eble d'Ussel
Eble d'Ussel, o Ebles d'Ussèl o d'Uisel (fl. 1200 circa), è stato un trovatore limosino, il maggiore di tre fratelli, castellani del castello di Ussel-sur-Sarzonne, a nord-est di Ventadorn.
Anche i suoi due fratelli più giovani, Peire e Gui, e un suo cugino chiamato Elias, erano trovatori. Del suo corpus poetico ci resta solo una tenzone, un partimen (con Guilhem Ademar) e una cobla. Le uniche fonti riguardanti la sua vita, oltre alle sue composizioni, sono la vida di suo fratello Gui e un documento che registra una donazione di terreni all'abazia di Bonaigue da parte di due fratelli, Guido e Eblo Ussel. Secondo la vida di Gui, Eble compose "tensos cattive".
I lavori completi dei quattro d'Ussel (Eble, i suoi due fratelli Peire e Gui e suo cugino Elias) sono stati compilati per la prima volta in un volume da J. Audiau con il titolo di "Le poesie dei quattro trovatori d'Ussel"